# Katedra św. Albana w Namurze
Katedra Świętego Albana w Namurze (nid. Sint-Aubankathedraal, fr. Cathédrale Saint-Aubain de Namur) - główna świątynia diecezji namurskiej w Belgii. Mieści się przy ulicy 1 Rue de l'Eveche w Namurze.
Katedra została zaprojektowana przez słynnego szwajcarskiego architekta Gaetano Matteo Pisoniego. Budowę powierzono Jean-Baptiste Chermanne'owi, pierwszy kamień położono 24 czerwca 1751. Świątynia została ukończona w szesnaście lat, ze względu na problemy z budową kopuły. Konsekracja odbyła się w dniu 20 września 1772 roku. Elewacja wykonana z wapienia nie mogła znieść czasu i została całkowicie przebudowana w 1900 roku na bardziej surową.